# Robert Gutowski
Robert Gutowski   (San Pedro, 25 d'abril de 1935 - Marine Corps Base Camp Pendleton, 2 d'agost de 1960), sovint conegut com a Bob Gutowski, va ser un atleta estatunidenc, especialista en el salt de perxa, que va competir durant la dècada de 1950.
El 1956 va prendre part en els Jocs Olímpics d'Estiu de Melbourne, on va guanyar la medalla de plata en la prova del salt de perxa del programa d'atletisme. Finalitzà rere el seu comptriota Bob Richards. Gutowski va poder prendre part en aquests Jocs per la renúncia de Jim Graham, ja que havia finalitzat en quarta posició en les proves classificatòries pels Jocs.
En el seu palmarès també destaca el campionat de la NCAA de 1956 i 1957 i l'indor de l'AAU de 1958. El 27 d'abril de 1957 va establir un nou rècord mundial del salt de perxa amb 4,78 metres. Aquell mateix estiu va saltar 4,82 metres, però el salt no fou validat per la IAAF perquè un oficial va agafar la perxa mentre es dirigia cap a la barra. Els 4,78 metres es van mantenir com a rècord del món fins al 2 de juliol de 1960, quan Don Bragg va saltar 4,80 metres.
Va morir en un accident de cotxe l'agost de 1960, quan sols tenia 25 anys.

## Millors marques
- Salt de llargada. 7,54 metres (1960)
- Salt de perxa. 4,78 metres (1957)[1]